# 多勒尔 (佛罗里达州)
多勒尔（英語：Doral），又译都瑞爾，是美国佛罗里达州邁阿密-戴德縣下属的一座城市，于2003年1月28日正式建市。多勒尔位于佛罗里达州东南海岸，距离劳德代尔堡西南约50英里，距离西棕榈滩以南约60英里，距离迈阿密国际机场仅一英里，距迈阿密市中心约12英里，占地面积约15平方英里。其西临罗纳德·里根收费公路，北接米德丽，东靠帕尔梅托高速公路，南邻斯威特沃特。根据2020年美国人口普查数据，该市常住人口约81,182人，而每日在此工作的人数超过10万，使其成为迈阿密-戴德县重要的商业和生活中心。
多勒尔的历史可以追溯到1950年代。在此之前，这片土地由多丽丝（Doris）和阿尔弗雷德·卡斯克尔（Alfred Kaskel）夫妇所有，他们在此经营一家奶牛场。后来，他们将土地出售给房地产开发商，后者将其改造成高尔夫度假村。为了纪念原主人，开发商将“Doris”和“Alfred”的名字结合，创造了“Doral”这一名称。该度假村迅速成为热门目的地，吸引了众多名流和富裕阶层。如今，这一度假村更名为“特朗普国家多勒尔高尔夫俱乐部”（Trump National Doral Golf Club），由特朗普集团所有，并以其标志性的“蓝魔球场”（Blue Monster）闻名，曾多次举办PGA巡回赛。
多勒尔以其高尔夫球场、豪华度假村和购物中心而闻名。除了特朗普国家多勒尔高尔夫俱乐部外，市内还拥有多家高档酒店和休闲设施。位于多勒尔市中心的迈阿密国际购物中心（Miami International Mall）是一个汇集了超过140家商店的大型商场。此外，多勒尔还拥有活跃的商业环境，许多居民是企业高层、企业家和国际商务人士。该市是迈阿密自由贸易区（Miami Free Zone）的所在地，这个占地400万平方英尺的工业园聚集了200多家进出口企业。多勒尔市内拥有超过十所大学、学院和技术学校，包括佛罗里达国家大学和迈阿密戴德学院的西校区。